# Santi Giovanni e Paolo (titolo cardinalizio)
Santi Giovanni e Paolo (in latino: Titulus Sanctorum Ioannis et Pauli), conosciuto anticamente anche come Pammachus o Byzantis, è un titolo cardinalizio istituito verso la fine del V secolo. Secondo il catalogo di Pietro Mallio, stilato sotto il pontificato di papa Alessandro III, il titolo era collegato alla basilica di San Lorenzo fuori le mura ed i suoi sacerdoti vi celebravano messa a turno. Il titolo insiste sulla basilica dei Santi Giovanni e Paolo.
Dal 19 novembre 2016 il titolare è il cardinale Jozef De Kesel, arcivescovo emerito di Malines-Bruxelles.

## Titolari
Si omettono i periodi di titolo vacante non superiori ai 2 anni o non storicamente accertati.
- Gordiano (prima del 487 ? - 502 deceduto)[3]
- Giovanni (menzionato nel 499)[4]
- Deusdedit (prima del 595 - dopo il 600)[5]
- Giovanni (prima del 595 - dopo il 600)[6]
- Gregorio (menzionato nel 721)[7]
- Giorgio (menzionato nel 745)[8]
- Romano (prima dell'853[9] - dopo l'869[10])
- Giorgio (menzionato nell'853)[9]
- Pietro (menzionato nel 963)[11]
- Leone (menzionato nel 980)[12]
- Giovanni (1073-1085)
- Bone seniore (1088 - circa 1098)
- Dietrich (o Theodoric, o Thierry) (1098 - 1100)
- Teobaldo (circa 1100 - ?)
- Niccolò (1112 ? - circa 1117)
- Teobaldo (circa 1117 - circa 1123)
- Johannes (1123 ? - circa 1125)
- Alberico (o Uldarico) Tomacelli (o Cybo) (1125 - 1130 ? deceduto)
- Luc, O.Cist. (1130 - 1140 deceduto)
- Ubaldo (1140 - 1150 deceduto)
- Giovanni Conti (1150 - 1182 deceduto)
- Raniero da Pavia (1182 - 1183 deceduto)
- Melior (o Meliore, o Migliore), O.S.B.Vall. (6 marzo 1185 - 1197 deceduto)
- Cencio Savelli, C.R.L. (1200 - 18 luglio 1216 eletto papa con il nome di Onorio III)
- Bertrando Savelli (dicembre 1216 - 9 febbraio 1223 deceduto)
- Giovanni (1217 ? - 1217 ? deceduto)
- Roberto Rainaldi (1221 - ? deceduto)
- Bentivegna de' Bentivegni, O.Min., in commendam (4 maggio 1288 - 25 marzo 1289 deceduto)
- Pedro Rodríguez (detto Hispano) (1302 - 1310 dimesso)
- Bertrand des Bordes (19 dicembre 1310 - 12 settembre 1311 deceduto)
- Giacomo de Via (17 dicembre 1316 - 13 giugno 1317 deceduto)
- Matteo Orsini, O.P. (18 dicembre 1327 - 18 dicembre 1338 nominato cardinale vescovo di Sabina)
- Etienne Aubert (20 settembre 1342 - 13 febbraio 1352 nominato cardinale vescovo di Ostia-Velletri)
- Andouin Aubert (o Anduino Alberti) (15 febbraio 1353 - 1361 nominato cardinale vescovo di Ostia-Velletri)
- Guillaume de la Sudrie (o Sudré), Ordine Domenicano (18 settembre 1366 - 17 settembre 1367 nominato cardinale vescovo di Ostia-Velletri)
  - Titolo vacante (1367 - 1375)
- Simon da Borsano (20 dicembre 1375 - 27 agosto 1381 deceduto)
- Gautier Gómez de Luna (27 agosto 1381 - 13 gennaio 1391 deceduto), pseudocardinale dell'antipapa Clemente VII
- Jean Flandrin (giugno 1391 - 8 luglio 1405 nominato cardinale vescovo di Sabina), pseudocardinale dell'antipapa Clemente VII
  - Titolo vacante (1405 - 1411)
- Tommaso Brancaccio (6 giugno 1411 - 8 settembre 1427 deceduto), pseudocardinale dell'antipapa Giovanni XXIII
  - Titolo vacante (1427 - 1430)
- Domingo Ram y Lanaja, C.R.S.A. (dicembre 1430 - 7 marzo 1444 nominato cardinale vescovo di Porto e Santa Rufina)
  - Titolo vacante (1444 - 1449)
- Latino Orsini (3 gennaio 1449 - 7 giugno 1465 nominato cardinale vescovo di Albano)
  - Titolo vacante (1465 - 1477)
- Philibert Hugonet (17 agosto 1477 - 11 settembre 1484 deceduto)
  - Titolo vacante (1484 - 1489)
- Ardicino della Porta iuniore (23 marzo 1489 - 4 febbraio 1493 deceduto)
- Giovanni Battista Orsini (27 febbraio 1493 - 22 febbraio 1502 deceduto)
- Francisco de Remolins (12 giugno 1503 - 27 ottobre 1511); in commendam (27 ottobre 1511 - 6 luglio 1517 dimesso)
- Adriaan Florenszoon Boeyens (6 luglio 1517 - 9 gennaio 1522 eletto papa con il nome di Adriano VI)
- Willem Enckenwoirt (10 settembre 1523 - 19 luglio 1534 deceduto)
- Esteban Gabriel Merino (5 settembre 1534 - 28 luglio 1535 deceduto)
- Alfonso d'Aviz (13 agosto 1535 - 16 aprile 1540 deceduto)
- Pedro Fernández Manrique (21 maggio 1540 - 7 ottobre 1540 deceduto)
- Federico de Campo Fregóso (4 febbraio 1541 - 11 novembre 1541 deceduto)
- Pierre de la Baume Montrevel (21 novembre 1541 - 4 maggio 1544 deceduto)
- Georges d'Armagnac (9 gennaio 1545 - 12 giugno 1556 nominato cardinale presbitero di San Lorenzo in Lucina)
- Fabio Mignanelli (12 giugno 1556 - 10 agosto 1557 deceduto)
- Antonio Trivulzio juniore (11 ottobre 1557 - 25 giugno 1559 deceduto)
- Alfonso Carafa (26 aprile 1560 - 29 agosto 1565 deceduto)
- Gabriele Paleotti (7 settembre 1565 - 5 luglio 1572 nominato cardinale presbitero dei Santi Silvestro e Martino ai Monti)
- Nicolas de Pellevé (4 luglio 1572 - 14 novembre 1584 nominato cardinale presbitero di Santa Prassede)
- Antonio Carafa (28 novembre 1584 - 13 gennaio 1591 deceduto)
- Alessandro Ottaviano de' Medici (14 gennaio 1591 - 14 febbraio 1592 nominato cardinale presbitero di San Pietro in Vincoli)
- Giovanni Battista Castrucci (14 febbraio 1592 - 18 agosto 1595 deceduto)
- Agostino Cusani (30 agosto 1595 - 20 ottobre 1598 deceduto)
- Camillo Borghese (10 marzo 1599 - 22 aprile 1602 nominato cardinale presbitero di San Crisogono)
- Ottavio Acquaviva d'Aragona, Sr. (22 aprile 1602 - 5 giugno 1605 nominato cardinale presbitero di Santa Prassede)
- Pietro Aldobrandini (1º giugno 1605 - 4 giugno 1612 nominato cardinale presbitero di Santa Maria in Trastevere)
- Decio Carafa (18 giugno 1612 - 23 gennaio 1626 deceduto)
- Carlo Emmanuele Pio di Savoia (16 marzo 1626 - 16 settembre 1626 nominato cardinale presbitero di San Lorenzo in Lucina)
- Lorenzo Magalotti (28 febbraio 1628 - 19 settembre 1637 deceduto)
  - Titolo vacante (1637 - 1642)
- Francesco Maria Macchiavelli (26 maggio 1642 - 22 novembre 1653 deceduto)
- Giberto III Borromeo (23 marzo 1654 - 6 gennaio 1672 deceduto)
- Giacomo Rospigliosi (16 maggio 1672 - 2 febbraio 1684 deceduto)
  - Titolo vacante (1684 - 1687)
- Fortunato Ilario Carafa della Spina (7 luglio 1687 - 16 gennaio 1697 deceduto)
- Fabrizio Paolucci (5 gennaio 1699 - 8 febbraio 1719 nominato cardinale vescovo di Albano)
  - Titolo vacante (1719 - 1726)
- Niccolò Maria Lercari (16 dicembre 1726 - 11 marzo 1743 nominato cardinale presbitero di San Pietro in Vincoli)
  - Titolo vacante (1743 - 1746)
- Camillo Paolucci (18 aprile 1746 - 20 settembre 1756); in commendam (20 settembre 1756 - 11 giugno 1763 deceduto)
  - Titolo vacante (1763 - 1766)
- Giovanni Carlo Boschi (6 agosto 1766 - 20 settembre 1784 nominato cardinale presbitero di San Lorenzo in Lucina)
- Giuseppe Garampi (3 aprile 1786 - 4 maggio 1792 deceduto)
- Aurelio Roverella (12 settembre 1794 - 27 marzo 1809); in commendam (27 marzo 1809 - 6 settembre 1812 deceduto)
  - Titolo vacante (1809 - 1816)
- Antonio Lamberto Rusconi (29 aprile 1816 - 1º agosto 1825 deceduto)
- Vincenzo Macchi (25 giugno 1827 - 14 dicembre 1840 nominato cardinale vescovo di Palestrina)
- Cosimo Corsi (27 gennaio 1842 - 7 ottobre 1870 deceduto)
  - Titolo vacante (1870 - 1874)
- Mariano Benito Barrio Fernández (16 gennaio 1874 - 20 novembre 1876 deceduto)
- Edward Henry Howard (20 marzo 1877 - 24 marzo 1884 nominato cardinale vescovo di Frascati)
- Placido Maria Schiaffino, O.S.B. Oliv. (30 luglio 1885 - 23 settembre 1889 deceduto)
- Franziskus von Paula Schönborn (30 dicembre 1889 - 25 giugno 1899 deceduto)
- Giuseppe Francica-Nava de Bondifè (14 dicembre 1899 - 7 dicembre 1928 deceduto)
- Eugenio Pacelli (19 dicembre 1929 - 2 marzo 1939 eletto papa con il nome di Pio XII)
  - Titolo vacante (1939 - 1946)
- Francis Joseph Spellman (22 febbraio 1946 - 2 dicembre 1967 deceduto)
- Terence James Cooke (30 aprile 1969 - 6 ottobre 1983 deceduto)
- John Joseph O'Connor (25 maggio 1985 - 3 maggio 2000 deceduto)
- Edward Michael Egan (21 febbraio 2001 - 5 marzo 2015 deceduto)
- Jozef De Kesel, dal 19 novembre 2016